# Lucjusz Juliusz Cezar
Lucjusz Juliusz Cezar (Lucius Vipsanius, po adopcji przez cesarza Augusta Lucius Iulius Caesar) (ur. 17 p.n.e.  – zm. 20 sierpnia 2 n.e.) – syn Marka Agrypy, wnuk cesarza Augusta.
Wywód przodków:
| 4. Lucjusz Wipsaniusz Agrypa |  |                          |  |  |                          |
|                              |  | 2. Marek Agryppa         |  |  |                          |
| 5. NN                        |  |                          |  |  |                          |
|                              |  |                          |  |  | 1. Lucjusz Juliusz Cezar |
| 6. Oktawian August           |  |                          |  |  |                          |
|                              |  | 3. Julia (córka Augusta) |  |  |                          |
| 7. Skrybonia                 |  |                          |  |  |                          |
|                              |  |                          |  |  |                          |

W 17 p.n.e. wraz ze starszym bratem Gajuszem został adoptowany przez Augusta. W 2 p.n.e. został uznany za dorosłego, powołany do senatu i uznany za przywódcę młodzieży (Princeps Iuventutis), tak jak poprzednio jego brat. W 2 roku n.e. zmarł w Marsylii w drodze do Hiszpanii. Został pochowany w Mauzoleum Augusta.